# 1930-as magyar úszóbajnokság
Az 1930-as magyar úszóbajnokságot augusztusban rendezték meg Budapesten.

## Eredmények

### Férfiak
| Versenyszám                            | Arany                                                                        | Arany   | Ezüst                                                                | Ezüst   | Bronz                                                             | Bronz   |
| -------------------------------------- | ---------------------------------------------------------------------------- | ------- | -------------------------------------------------------------------- | ------- | ----------------------------------------------------------------- | ------- |
| 100 m gyors Döntő: augusztus 17.       | Bárány István MESE                                                           | 1:00,6  | Wanié András SZUE                                                    | 1:01,0  | Wanié Rezső SZUE                                                  | 1:01,6  |
| 200 m gyors Döntő: augusztus 20.       | Bárány István MESE                                                           | 2:21,0  | Wanié András SZUE                                                    | 2:26,4  | Baranyai Károly MESE                                              | 2:30,6  |
| 400 m gyors Döntő: augusztus 15.       | Halassy Olivér Újpesti TE                                                    | 5:20,0  | Baranyai Károly MESE                                                 | 5:24,4  | Mihályffy István SZUE                                             | 5:25,8  |
| 800 m gyors Döntő: augusztus 17.       | Halassy Olivér Újpesti TE                                                    | 11:28,0 | Bozsi Mihály Újpesti TE                                              | 11:52,0 | Fehér II. István LASE                                             | 11:56,2 |
| 1500 m gyors Döntő: augusztus 20.      | Halassy Olivér Újpesti TE                                                    | 22:12,6 | Mihályffy István SZUE                                                | 22:24,2 | Bozsi Mihály Újpesti TE                                           | 23:25,0 |
| 100 mell Döntő: augusztus 15.          | Hild László Újpesti TE                                                       | 1:19,4  | Hetényi Imre MTK                                                     | 1:23,4  | Forray József Ferencvárosi TC                                     | 1:24,6  |
| 200 m mell Döntő: augusztus 17.        | Hild László Újpesti TE                                                       | 3:01,4  | Hetényi Imre MTK                                                     | 3:08,2  | Forray József Ferencvárosi TC                                     | 3:08,4  |
| 100 m hát Döntő: augusztus 17.         | Nagy Károly Újpesti TE                                                       | 1:15,2  | Bitskey Aladár MESE                                                  | 1:15,4  | Herendi Ferenc SZUE                                               | 1:15,6  |
| folyambajnokság augusztus 5., Budapest | Halassy Olivér Újpesti TE                                                    | 49:46   | Bozsi Mihály Újpesti TE                                              | 49:49   | Páhok István MTK                                                  | 50,08   |
| folyambajnokság csapat augusztus 5.    | Újpesti TE Halassy Olivér Bozsi Mihály Jakab József Németh János Szamkó Jenő | 22 pont | MTK Páhok István Szabó István Homonnai Márton Darvas Lajos Rajki II. | 54      | III. kerületi TVE Marton Géza Sustrovits Holba Tivadar Dezső Réti | 96      |
| 4 × 200 m gyors Döntő: augusztus 17.   | SZUE Mihályffy István Boros Viktor Wanié András Wanié Rezső                  | 9:57,4  | MESE Bitskey Aladár Tarródi Géza Baranyai Bárány István              | 10:17,0 | Újpesti TE Szabados Halassy Olivér Jakab Bozsi Mihály             | 10:39,0 |
| 3 × 100 vegyes Döntő: augusztus 15.    | Újpesti TE Hild László Nagy Károly Szabados László                           | 3:38,8  | MESE Mezei F Bitskey Aladár Bárány István                            | 3:40,0  | SZUE Gál I. Herendi Ferenc Wanié András                           | 3:47,0  |

### Nők
| Versenyszám                          | Arany                                                                      | Arany                                                                      | Ezüst                                                                      | Ezüst                                                                      | Bronz                                                                      | Bronz                                                                      |
| ------------------------------------ | -------------------------------------------------------------------------- | -------------------------------------------------------------------------- | -------------------------------------------------------------------------- | -------------------------------------------------------------------------- | -------------------------------------------------------------------------- | -------------------------------------------------------------------------- |
| 100 m gyors Döntő: augusztus 17.     | Tóth Ilona MUE                                                             | 1:16,2                                                                     | Lenkey Magda III. kerületi TVE                                             | 1:16,4                                                                     | Sipos Margit Ferencvárosi TC                                               | 1:20,4                                                                     |
| 400 m gyors Döntő: augusztus 15.     | Tóth Ilona MUE                                                             | 6:36,2                                                                     | Lenkey Magda III. kerületi TVE                                             | 6:57,0                                                                     | Csányi Borbála Ferencvárosi TC                                             | 7:36,6                                                                     |
| 200 mell Döntő: augusztus 15.        | Somogyi Valéria Ferencvárosi TC                                            | 3:36,4                                                                     | Pesti Margit Ferencvárosi TC                                               | 3:37,0                                                                     | Veréb Ilona Újpesti TE                                                     | 3:39,6                                                                     |
| 100 m hát Döntő: augusztus 17.       | A győztes a szintidőt (1:34,0) nem teljesítette, így nem avattak bajnokot! | A győztes a szintidőt (1:34,0) nem teljesítette, így nem avattak bajnokot! | A győztes a szintidőt (1:34,0) nem teljesítette, így nem avattak bajnokot! | A győztes a szintidőt (1:34,0) nem teljesítette, így nem avattak bajnokot! | A győztes a szintidőt (1:34,0) nem teljesítette, így nem avattak bajnokot! | A győztes a szintidőt (1:34,0) nem teljesítette, így nem avattak bajnokot! |
| folyambajnokság augusztus 5.         | Koch Erzsébet MUE                                                          | 56:28                                                                      | Takács Erzsébet MUE                                                        | 56:56                                                                      | Kende Márta NSC                                                            | 58:26                                                                      |
| folyambajnokság csapat augusztus 5.  | MUE Koch Erzsébet Takács Erzsébet Fekete Médi                              | 9                                                                          | NSC Kende Márta Szőke Katalin Dénes Irén                                   | 16                                                                         | III. kerületi TVE Czédly Edit Fischer Irma ?                               | 33                                                                         |
| 4 × 100 m gyors Döntő: augusztus 17. | MUE Tóth Margit Takács Erzsébet Kraszner Vilma Tóth Ilona                  | 5:46,4                                                                     | Ferencvárosi TC Boros Jolán Tusák Éva Csányi Borbála Sipos Margit          | 6:05,0                                                                     |                                                                            |                                                                            |